# Левандовский, Мирослав
Мирослав Роберт Левандовский (пол. Mirosław Robert Lewandowski; 13 октября 1961, Краков) — польский политик, юрист и историк. Радикальный антикоммунист, активист Конфедерации независимой Польши (KPN). Депутат сейма в 1991—1993. Исследователь истории KPN, редактор профильного Интернет-издания.

## Подпольщик, юрист, депутат
Окончил юридический факультет Ягеллонского университета. В последние годы существования ПНР занимался частной юридической практикой и консалтингом. Придерживался радикальных антикоммунистических взглядов. С 1982 состоял в подпольной Конфедерации независимой Польши (вступил в KPN ао время военного положения). Профилактировался госбезопасностью.
В Третьей Речи Посполитой Мирослав Левандовский занялся публичной политикой. В 1991 был избран депутатом сейма от KPN. Был членом парламентского комитета по вопросам приватизации. Критиковал экономическую политику правительств Белецкого и Сухоцкой за компромиссы с бывшей номенклатурой ПОРП. Выступал за расширение полномочий парламента, более плотный контроль сейма над кадровыми назначениями в исполнительной власти.
6 декабря 1991 Мирослав Левандовский от имени депутатского клуба KPN внёс предложение о привлечении к судебной ответственности за введение военного положения бывших членов Военного совета национального спасения и Госсовета ПНР. Проект был поддержан многими депутатами сейма, но рассмотрение затянулось и решение не было принято до истечения легислатуры. Впоследствии соответствующий судебный процесс был инициирован Институтом национальной памяти.

## Исторический исследователь
В 1993 Левандовский не смог добиться переизбрания в сейм. После избирательной неудачи дистанцировался от политики, но продолжил активную общественную деятельность.
Вместе с Мацеем Гавликовским публикует серию исторических исследований ROPCiO i KPN w Krakowie о борьбе краковского оппозиционного подполья против коммунистического режима. Второй том этой серии удостоился статуса «Историческая книга года» в 2012.
Левандовский активно протестовал против рекламирования фильма «Народ против Ларри Флинта», подавал судебные иски за оскорбление религиозных чувств.
С 2008 Мирослав Левандовский редактирует Интернет-издание Forum POLONUS, созданное к 30-летней годовщине основания KPN. В 2009 вместе с Гавликовским издал книгу Prześladowani, wyszydzani, zapomniani… — Преследовали, издевались, забыли…
22 сентября 2010 Мирослав Левандовский был награждён медалью Niezłomnym w Słowie («Несгибаемым в слове») — за отстаивание свободы слова в 1980-х годах.

## Интересные факты
Главным оппонентом Мирослава Левандовского как депутата был Януш Левандовский как министр приватизации.